# شاين باورز (لاعب هوكي الجليد)
شاين باورز (بالإنجليزية: Shane Bowers)‏ هو لاعب هوكي الجليد أمريكي، ولد في 30 يوليو 1999 في هاليفاكس في كندا.

## وصلات خارجية
- شاين باورز على موقع دوري الهوكي الوطني (الإنجليزية)
- شاين باورز على موقع EliteProspects.com (الإنجليزية)
- شاين باورز على موقع Eurohockey.com (الإنجليزية)
- شاين باورز على موقع HockeyDB.com (الإنجليزية)
- شاين باورز على موقع Hockey-Reference.com (الإنجليزية)